# Салтычия (Черниговский район)
Салтычия (укр. Салтичія) — село,
Обиточненский сельский совет,
Бердянский район,
Запорожская область,
Украина.
Код КОАТУУ — 2325585002. Население по переписи 2001 года составляло 513 человек.

## Географическое положение
Село Салтычия находится на берегах реки Салтыч, которая через 3 км впадает в реку Обиточная.
На расстоянии в 2,5 км расположено село Обиточное.
На реке сделано несколько запруд.

## История
- 1822 год — дата основания.

## Экономика
- «Прогресс», сельскохозяйственное ЧП.

## Объекты социальной сферы
- Школа I—II ст.
- Клуб.